# Bruce Krebs
 (octobre 2018).
Si vous disposez d'ouvrages ou d'articles de référence ou si vous connaissez des sites web de qualité traitant du thème abordé ici, merci de compléter l'article en donnant les références utiles à sa vérifiabilité et en les liant à la section « Notes et références ».
 (octobre 2018).
 (septembre 2023).
Il peut être nécessaire de l'améliorer pour respecter le principe de neutralité de point de vue. Veuillez consulter la page de discussion pour plus de détails.

Pour les articles homonymes, voir Krebs.
Bruce Krebs est sculpteur et réalisateur français.

## Biographie
Après avoir reçu son diplôme d'architecte, il exerça ce métier durant deux années seulement, l'architecture solaire n'étant pas vraiment à la mode dans les années 1980. En parallèle à son activité d'architecte, il devient éditeur de bandes dessinées. Il publie trois recueils entre 1979 et 1981. 
Il découvre le cinéma d'animation grâce à l'atelier Super8 de la MMJ de la Rochelle, et à l'association « Le Collodion humide ». Il crée alors son propre studio de cinéma d'animation « les films Bruce Krebs » à La Rochelle.
Il réalise cinquante films. Il approche le film de fusain sous caméra, le pastel, le papier découpé, la terre glaise sous caméra, la plastiline, le film de marionnettes, le film expérimental, le cartoon, le film de synthèse 3D et les images fractales...
Côté sculpture, Bruce Krebs privilégie le bronze. Il a exposé ses bronzes au cours de nombreuses expositions.

## Filmographie
- 1983 : De la société de consommation, coréalisation avec Mireille Boucard (Grand prix de la ville d'Angers)
- 1983 : Une vraie pomme, coréalisation avec Mireille Boucard (Grand prix de la ville d'Angers ex æquo)
- 1983 : La Femme image, coréalisation avec Mireille Boucard
- 1984 : Café express, 1984, coréalisation avec Mireille Boucard et Joël Magny
- 1984 : Carnet de voyage Québec-La Rochelle (Prix de la première œuvre Festival national de Marly 1984, Prix de qualité du C.N.C.)
- 1984 : 5 doigts pour El Pueblo, ce film réalisé image par image, au fusain directement sous la caméra, évoque les derniers instants de la vie du chanteur Victor Jara. (Prix du Public, Épinay 1985, Prix Kodak, Annecy 1985, Prix spécial du Jury de Tarbes 1984)
- 1984 : Les Lutins du crépuscule, coréalisation avec Isabelle Langerome et Mireille Boucard
- 1984 : T'énerve pas Émile !
- 1984 : Cromignonne : La couverture, coréalisation avec Pierre Grolleron
- 1985 : L'Esclave naissant, Ce film réalisé dans un pain de terre directement sous la caméra, s'inspire des "esclaves s'éveillant" de Michel-Ange (Premier prix, Festival international de Varna 1988)
- 1985 : Turbo rock
- 1985 : 2 ou 3 choses que je sais de la Bretagne (Premier prix spécial du jury de Tarbes 1985, Premier prix spécial du jury de Marly 1985, Prix de la meilleure animation de la Commission supérieure et technique du cinéma du C.N.C. -C.S.T.C.) Ce film fait partie du DVD "Une anthologie du cinéma d'animation en France des années 40 à nos jours" du CNC.
- 1985 : Demain je pars en mer
- 1985 : Karlskoga
- 1986 : Vieille Image molle, produit par l'institut national de l'audiovisuel
- 1986 : Rien d'autre que le temps (Grand prix de la ville de Marly 1986)
- 1986 : Tant qu'il y aura du temps, commande du Ministère de la Jeunesse et du Sport et du Ministère du Commerce, de l'Artisanat et du Tourisme
- 1986 : L'Existence d'Hortense un film tourné au pastel, directement sous la caméra image par image.
- 1987 : Cromignonne : La Radio coréalisation avec Pierre Grolleron
- 1987 : Zebra crossing blues
- 1987 : bande-annonce du Cargo, commande du Centre culturel « Le Cargo » de Saint-Nazaire, coréalisation avec Michel Lacroix
- 1987 : Transatlantique (sélection officielle du Festival de Cannes 1987, Grand Prix du Festival du court métrage de Grenoble 1987, Grand Prix animation, Festival du court métrage d'Albi 1987, Grand Prix « court métrage » du Festival du film romantique de Cabourg 1988, Grand Prix « court métrage » du Festival International de l'Imaginaire de Clermont-Ferrand 1988, Prix de l'animation du Festival de Villeurbanne 1987, Première mention du jury et Première mention du public du Festival « Musique et cinéma » de Besançon 1987, Prix de qualité du C.N.C, Prix spécial du jury du Festival international du cinéma d'animation d'Ottawa 1988, Nomination aux Césars 1988). Ce film fait aussi partie du DVD "Une anthologie du cinéma d'animation en France des années 40 à nos jours" du CNC.
- 1988 : Triste Figure, film de marionnettes coréalisation avec Pierre Veck
- 1988 : Déchirure vaudou (animation de papier déchirés).
- 1988 : Le Chasseur de papillon (premier cartoon assisté par ordinateur - Musso cartoon system"
- 1988 : Apprends-moi le risque, commande du Ministère de l'Éducation nationale, Association AXA Prévention
- 1989 : 7 jours intenses, 1989 (Prix de l'humour, Festival de Villeurbanne 1989)
- 1989 : Un oiseau (papier découpé)
- 1989 : Le Conte des tours
- 1989 : Jag jazz
- 1989 : Miséricorde, film de marionnette coréalisation avec Pierre Veck (Prix du public du Festival de Marly 1989)
- 1990 : Une rue... une école, commande du Ministère de l'Éducation nationale, Codes Rousseau
- 1990 : Adélaïde et le Peintre, commande de la Compagnie théâtrale de « la Manicle »
- 1991 : Le Pied marin, commande du Ministère de l'Éducation nationale et des Codes Rousseau
- 1992 : Jeu de mains, pas de vilains, commande du Ministère de l'Éducation nationale, de la fédération de handball et des Codes Rousseau
- 1992 : Le Triangle de Bermudes, coréalisation avec Eric Krebs avec la contribution financière du C.N.C. et de la Direction régionale des Affaires culturelles du Poitou-Charentes 1990
- 1992 : publicité Le Rétroviseur, coréalisation avec Jean Christophe Bernard, coproduction First, Assecar et Antenne 2
- 1992 : publicité pour Nestlé
- 1993 : Conversation sous les saules, coproduction avec Mémoire d'Images
- 1993 : publicité pour Semvat Toulouse
- 1993 : publicité pour Dinoshell
- 1994 : 2 Alpinistes, film de marionnette, coréalisation avec Pierre Grolleron et avec la contribution financière de la Direction régionale des Affaires culturelles du Poitou-Charentes
- 1994 : Couleur tuba
- 1994 : Un nouveau départ film de personnages en plasticine.
- 1994 : Le Plaisir du dessin
- 1995 : Géniale la ceinture, commande de la Préfecture, du Conseil général de Charente-Maritime, d'AXA Prévention et de Peugeot
- 1995 : La Ceinture, Arthur !, commande de la Préfecture, du Conseil général de Charente-Maritime, d'AXA Prévention et de Peugeot
- 1996 : Déjeuner sur l'herbe film d'animation assisté par ordinateur.
- 1996 : publicité avec Robin des Bois[Pour qui ?]
- 2000 : Zèbres
- 2001 : Trampoline , cartoon anti bombe atomique.
- 2002 : Cœur en panne, film de marionnettes, coréalisation avec Pierre Grolleron et Pierre Veck.
- 2004 : 2002 Nature Film spatial en 3D.
- 2005 : Le tailleur film de banc-titre réalisé à partir des peintures d'Eugène Fromentin du Musée des Beaux-arts de La Rochelle.
- 2009 : L'enfant Roi
- 2010 : C'est la faute du chat Film entièrement réalisé au fusain sous caméra.
- 2011 : Mr Bipole est tête en l'air
- 2011 : Bébé fractal premier film d'animation entièrement réalisé à partir d'animations fractales.
- 2011 : Maïakovski à Montparnasse
- 2012 : 28 Fukushima
- 2012 : Interview exclusive film en prise de vue réelles incrustée dans des décors fractals
- 2012 : Week suite en prise de vue réelles incrustée dans des décors fractals, film d'une danseuse et d'un violoncelle évoluant sur les 7 jours de la semaine.
- 2013 : Henri IV et l'inventeur (et si Henri IV avait connu l'énergie nucléaire?) Film en papier découpé
- 2016 : le baiser de Rodin rendez-vous devant
- 2018 : Arthur Rimbaud communard, Film en papier découpé à partir de "Une saison en enfer" d'Arthur Rimbaud en 1870.
- 2019 : Solo fractal
- 2020 : L'atelier de modèle vivant
- 2020 : Danse avec les poissons, Film en 3D.
- 2021 : L'indien seul
- 2022 : Le grand zoom d'Arthur Rimbaud, film réalisé en grande partie assisté de l'AI.

## Sculptures principales
- De génération en génération, 1999 (Installation de ce bas-relief sur les remparts de La Rochelle).
- Le Globe de la francophonie, 2000, commande de la SACEM rendant ainsi hommage au Maire Michel Crépeau
- Les petits lecteurs de Montaigu, 2014, commande de la ville de Montaigu pour le parvis du théâtre Thalie.
- Le buste de Georges Maxime Delahet, 2022, commande de la ville de Montaigu en hommage à l'ancien maire de la ville.
- La Dernière Bouffée d'air, 1997
- Le Couple moderne, 2002
- La Mauvaise Curiosité, 2004 (Grand prix de sculpture au Prix des mouettes 2005)
- Le Baiser, 2006
- Le Porteur de masque, 2007

## Bandes dessinées
- Travail, famille, délire, 1979
- L'Opium du peuple, 1980
- Contre-temps, 1981
- Le conte russe, 2021